# Samuel Gravely
Samuel Lee Gravely Jr. (ur. 4 czerwca 1922 w Richmond, zm. 22 października 2004 w Bethesda) – amerykański wojskowy, wiceadmirał United States Navy, pierwszy Afroamerykanin w dziejach marynarki Stanów Zjednoczonych, który dowodził okrętem, pierwszy, który dowodził flotą i pierwszy, który osiągnął stopień admiralski.

## Życiorys
Po dwuletnim okresie edukacji w Virginia Union University Samuel L. Gravely Jr. zgłosił się jako ochotnik do służby w US Army. Jego kandydatura została jednak odrzucona z przyczyn zdrowotnych. Sytuacja zmieniła się po ataku na Pearl Harbor, gdy siły zbrojne stanęły przed problemem braków kadrowych. Wiosną 1942 roku marynarka dopuściła do służby liniowej czarnoskórych obywateli. W związku z tym Gravely wstąpił 15 września 1942 roku do United States Naval Reserve a w następnym roku przystąpił do programu V-12, obejmującego edukację uniwersytecką i kursy szkoleniowe dla wyróżniających się kandydatów na oficerów. 14 grudnia 1944 roku uzyskał promocję na pierwszy stopień oficerski (Ensign). Nie był pierwszym afroamerykańskim oficerem marynarki: wyprzedziła go tzw. złota trzynastka (Golden Thirteen) promowana w marcu 1944 roku, chociaż rozpoczął kurs wcześniej od nich.
Po krótkim przydziale do Camp Robert Smalls, obozu treningowego dla czarnoskórych rekrutów US Navy, rozpoczął służbę liniową na ścigaczu PC-1264, jednym z dwóch okrętów (drugim był niszczyciel eskortowy „Mason”), których większość załogi stanowili Afroamerykanie. Był tam jedynym czarnoskórym oficerem, w 1946 roku zostając zastępcą dowódcy okrętu. W lutym 1946 roku Samuel Gravely poślubił Almę B. Clark, dwa miesiące później został przeniesiony do rezerwy i powrócił na Virginia Union University, gdzie ukończył studia, podejmując następnie pracę jako urzędnik. Do aktywnej służby powrócił w 1949 roku, po formalnym zniesieniu przez prezydenta Trumana segregacji rasowej w siłach zbrojnych. Został rekruterem dla Afroamerykanów na terenie Waszyngtonu. Po wybuchu wojny koreańskiej powrócił na morze, jako oficer na pancerniku „Iowa”. Kolejnymi przydziałami były: krążownik „Toledo”, okręt desantowy „Seminole” i niszczyciel „Theodore E. Chandler”. Na tym ostatnim pełnił tymczasowo, jako pierwszy Afroamerykanin od czasów Roberta Smallsa, który dowodził należącym do armii parowcem „Planter” w wojnie secesyjnej, obowiązki dowódcy okrętu podczas jego pobytu w stoczni w San Francisco celem modernizacji.
Wkrótce otrzymał pierwsze dowództwo okrętu będącego w linii: niszczyciela dozoru radiolokacyjnego „Falgout”. W 1963 roku, będąc już w stopniu komandora porucznika (Commander), został jednym z dwóch pierwszych afroamerykańskich studentów Naval War College. Po ukończeniu kursu służył przez pewien czas w Pentagonie, by powrócić na morze jako dowódca niszczyciela „Taussig”, na którego pokładzie uczestniczył w wojnie wietnamskiej. W 1970 roku objął dowództwo fregaty rakietowej (przeklasyfikowanej później na krążownik rakietowy) „Jouett”. Rok później awansował do stopnia kontradmirała (Rear Admiral), znów jako pierwszy Afroamerykanin w historii. Pełnił służbę w sztabie Szefa operacji Morskich. W 1976 roku awansował do stopnia wiceadmirała (Vice Admiral) i objął dowodzenie Trzecią Flotą. Jego ostatnią funkcją wojskową było szefostwo Defence Communication Agency. Przeszedł w stan spoczynku w 1980 roku, później pracował między innymi jako konsultant w Potomac Systems Engineering. Zmarł w National Naval Medical Center w Bethesda 22 października 2004 roku i został pochowany na Arlington National Cemetery.
Był odznaczony między innymi Legion of Merit i Bronze Star. Na jego cześć został nazwany niszczyciel rakietowy „Gravely” (DDG-107), typu Arleigh Burke, wcielony do służby w 2010 roku. Jego matką chrzestną była wdowa po wiceadmirale, Alma. Także w 2010 roku nakładem Naval Institute Press ukazała się jego autobiografia (współautorem jest Paul Stilwell), zatytułowana Trailblazer: The U.S. Navy's First Black Admiral.